# Oxford University Press

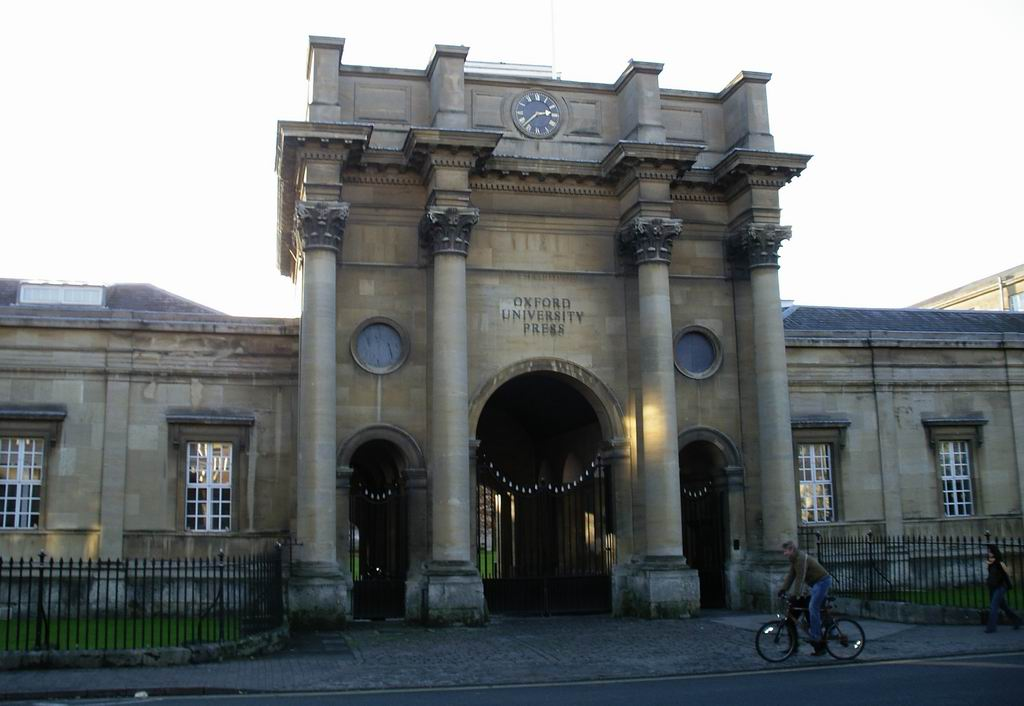
Budova vydavatelství v Oxfordu.

Oxford University Press je největší univerzitní vydavatelství na světě. Bylo založeno v roce 1586, kdy získalo právo na tisk knih. Je součástí Oxfordské univerzity. Vydává vědecké práce, učebnice a je hlavním redaktorem slovníku Oxford English Dictionary. Mezinárodní expanze vydavatelství začala v roce 1896 s otevřením pobočky v New Yorku. V současné době vydavatelství vydává asi 4 500 nových knih ročně a zaměstnává přibližně 4 800 zaměstnanců ve více než 50 zemích světa.